# 10361 Бансен
10361 Бансен (10361 Bunsen) — астероїд головного поясу.
Тіссеранів параметр щодо Юпітера — 3,585.